# Кухня Сан-Томе і Принсіпі
Кухня Сан-Томе і Принсіпі сформувалася як суміш африканських та португальських кулінарних традицій з місцевими особливостями.

## Основні страви і продукти
Сан-Томе і Принсіпі є острівною державою, і за станом на 2003 рік тільки 8,33% його землі було ораною. Країна не самодостатня у виробництві продовольства, особливо м'яса та зернових. Значну частину їжі доводиться імпортувати. На островах розвинена рибна промисловість, тому риба та морепродукти займають чільне місце в національній кухні.
Усередині країни вирощується свійська птиця, та різні рагу з неї досить поширені.
Основою місцевої їжі є кукурудза, боби, банани, плоди хлібного дерева, таро та пальмова олія. Широко застосовуються прянощі та тропічні фрукти. Кава та какао вирощуються як для внутрішнього вживання, так і на експорт.
Крім кави і какао, поширені кокосова вода та різні прохолодні напої, а з спиртного - пиво, пальмове вино та міцний алкоголь з цукрового очерету. Виноградне вино імпортується з Португалії.
Десерти зазвичай готуються на основі кокосів та шоколаду.

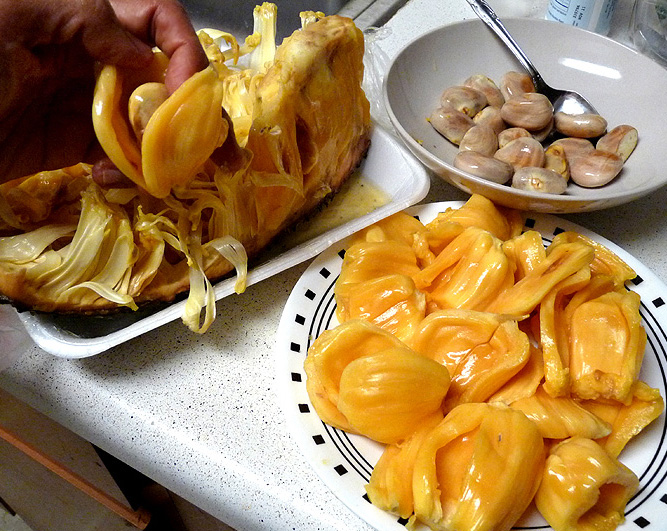
Джекфрут готується до вживання
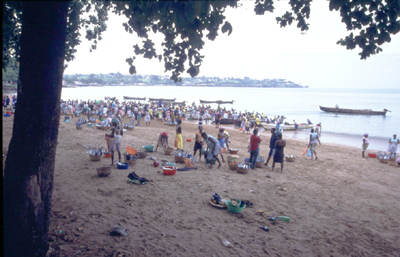
Рибалки виловлюють рибу в Сан-Томе
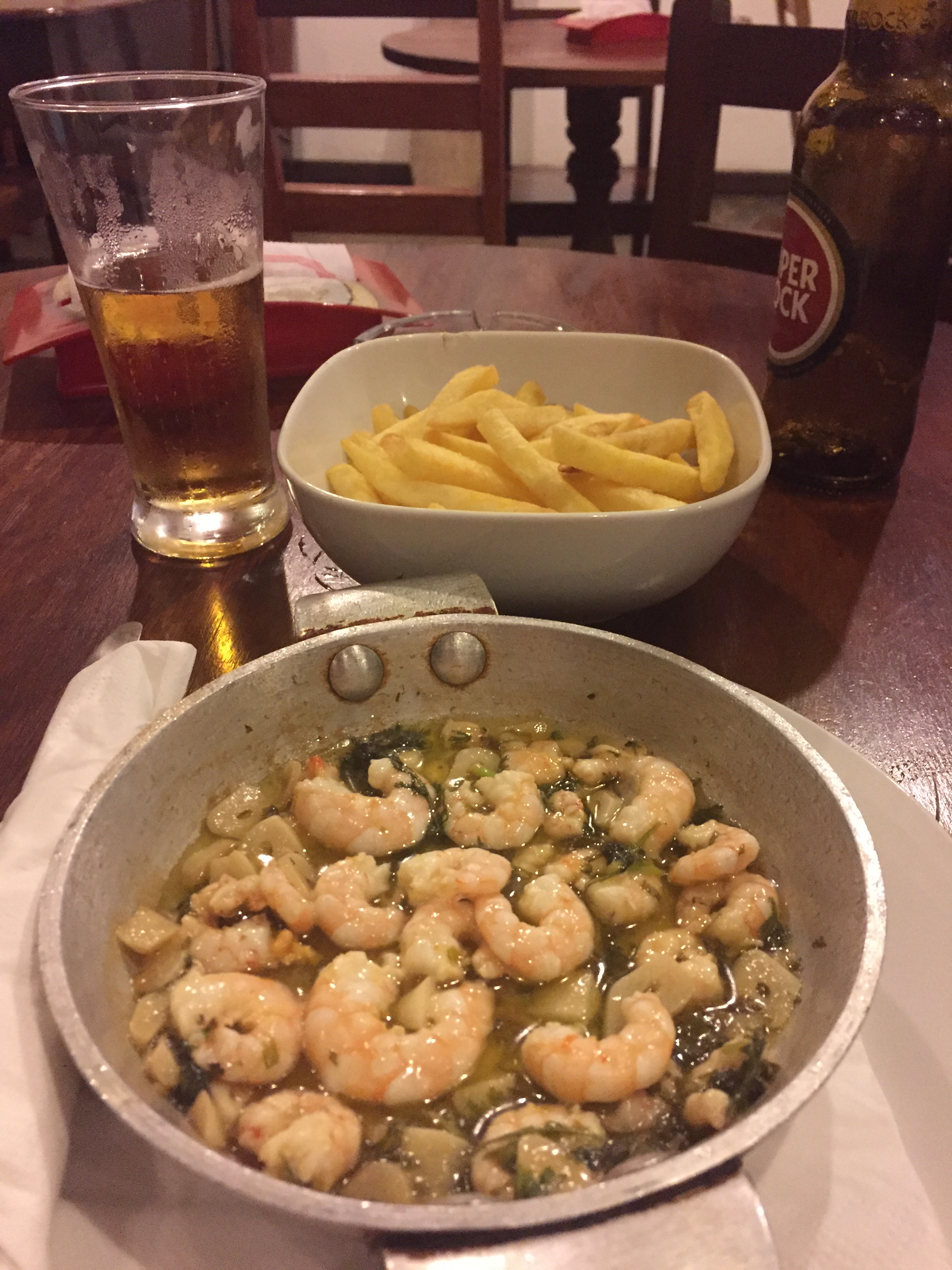
Креветки та картопля фрі, що подається у місцевому готелі Сан-Томе
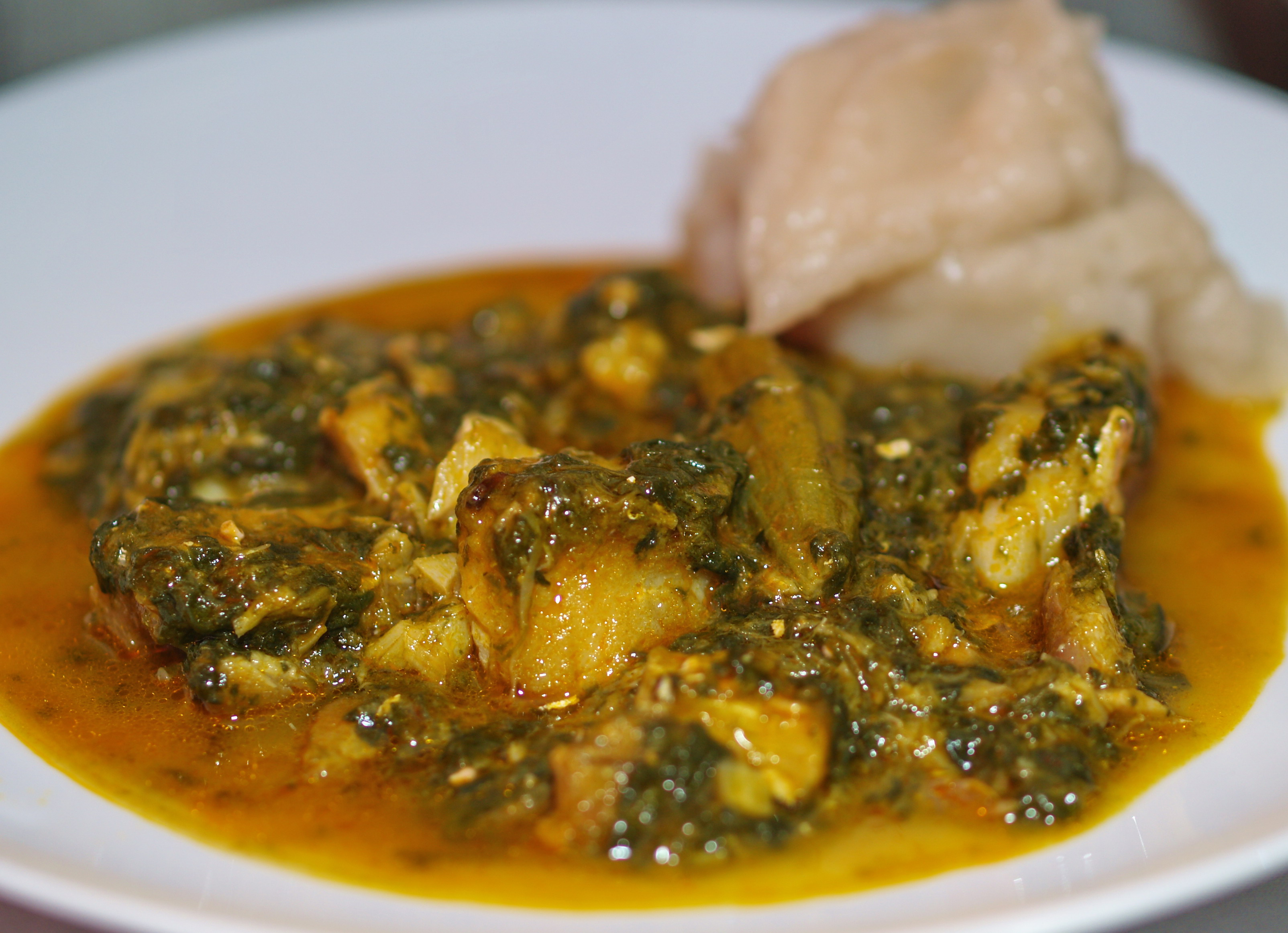
Риба калулу, типова страва з Сан-Томе і Принсіпі

## Цікаві факти
- Одна з місцевих кулінарних традицій - готувати їжу з ранку не тільки для сніданку, а й для вечері, а ввечері підігрівати.
- Кава в кухні Сан-Томе і Принсіпі застосовується не тільки для приготування напою, але також як приправа і для соусів.